# Siera Bearchell
Siera Bearchell, née le 15 février 1993 à Moose Jaw, a été élue Miss Teen Canada 2009 et Miss Univers Canada 2016.
Elle a été élue 2e dauphine au concours Miss Teen World 2010 ainsi que 1re dauphine au concours Miss Supranational 2015.

## Biographie

### Élection Miss Univers Canada 2016
Siera Bearchell a été élue Miss Univers Canada 2016 au Bluma Appel Theater de Toronto le 11 juin 2016 et succède à Paola Núñez Valdez, Miss Univers Canada 2015. Le prix de Miss Photogénique lui a été attribué.

#### Parcours
- Miss Teen Canada World 2009 au Théâtre John Bassett à Toronto.
- 2e dauphine à Miss Teen World 2010 au Texas, aux États-Unis.
- 1re dauphine à Miss Supranational 2015 à Krynica-Zdrój, en Pologne.
- Miss Univers Canada 2016 au Bluma Appel Theater à Toronto.
- Top 9 au concours Miss Univers 2016 au Mall of Asia Arena de Pasay, aux Philippines.

### Représentations au Canada et dans le monde
Siera Bearchell est élue Miss Teen Canada 2009 le 25 juillet 2009 à Toronto. En août, elle représente le Canada au concours Miss Teen World 2010 où elle termine 2e dauphine. Le prix de Miss Teen Photogénique et celui du meilleur maillot de bain lui ont été décernés également.
Elle termine 1re dauphine au concours Miss Supranational 2015 le 4 décembre 2015 au hall de sport de Krynica-Zdrój, en Pologne. Elle est la première canadienne à détenir un titre de dauphine. C'est notamment la 4e année consécutive que le Canada se classe dans le classement final du concours. 
Grâce à son titre de Miss Univers Canada 2016, elle se classe dans le top 9 au concours Miss Univers 2016 qui avait eu lieu au Mall of Asia Arena de Pasay, aux Philippines. Elle marque le retour du Canada au sein d'un classement final qui n'a pas eu lieu depuis l'élection de Miss Univers 2006 où Alice Panikian, Miss Univers Canada 2006 s'est classée dans le top 10.